# IGグループ・ホールディングス
IGグループ・ホールディングス（アイジーグループ・ホールディングス、英: IG Group Holdings plc）、商号IGグループ（英: IG Group）は、イギリスに拠点を置く、金融オンライン取引サービスのプロバイダーで、株式・株価指数・外国為替証拠金取引・商品先物・CFD・バイナリーオプションなどを世界1万以上の銘柄提供している。また、2014年からは従来から提供しているCFDによる個別株取引に加え、現物株取引も開始、総合金融サービス企業へと進化している。ロンドン証券取引所に上場し、FTSE250種総合株価指数の構成銘柄にも採用されている。2008年には日本市場に参入し、IG証券株式会社（港区東新橋）としてFX・CFD・バイナリーオプションを提供している。

## 沿革

### 創業
1974年、スチュアート・ウィーラーによって IG Index（インベスターズ・ゴールド・インデックスの略）の会社名で設立された。イギリス初の金融スプレッドベッティング事業で、金の商品自体の販売ではなく、金の価格を指標として取引することを可能にした。1982年にFT30株価指数の取引を開始し、1995年には個別株のスプレッドベッティングを取り扱う最初のイギリス企業となった。

### 株式公開
2000年7月、新たに IG Group PLCとしてロンドン証券取引所に初上場した。2003年11月7日、上場した同グループの株は、ベンチャーキャピタリスト「CVCキャピタル·パートナーズ株式会社」による1.43億ポンドのMBO（マネジメント・バイアウト）の後に一時、上場廃止となったが、2005年4月 、IG Group Holdings plcの社名で再度ロンドン証券取引所に上場。評価額は3.93億ポンドだった。IGは現在、英国で41％の市場シェアを持つスプレッドベッティングのリーディングプロバイダー、また英国最大のFXプロバイダー（各カテゴリにおけるアクティブな口座数に基づく）に成長している。

### グローバルな事業展開
2002年7月、オーストラリアの金融サービス法制の改正後に（オーストラリアの居住者にCFD商品を提供できるようになった）、IG Marketsの社名で同国において取引を開始した。2006年にはドイツとシンガポールに進出し、2007年に米国、スペインとフランスにオフィスを開設した。2008年には、イタリアにオフィスを設立し、さらに日本の大手FXプロバイダーであった FX Online Japanを買収。現在では、IG証券株式会社としてブランドの統一を図り、FX、バイナリーオプション、そして個別株、株価指数、債券、商品をCFDで提供している。2009年にスウェーデンとルクセンブルクに事業を立ち上げ、2010年と2011年にはポルトガルとオランダにオフィスを設立した。また、2010年には南アフリカの Ideal CFDs を買収し、2014年には IG Bank SAの社名でスイスで事業を開始するライセンスを取得した。IGは世界的に事業を展開するCFDのリーディングカンパニー（FXを除く営業収益ベース）である。

### IGへのブランド統一
2012年に同社は、「世界のアクティブトレーダーに選ばれる金融サービスプロバイダーになる。」というビジョンを掲げ、IG IndexとIG Marketsの事業を統合し、単一ブランドのIG となった。また、これに先立ちスポーツベッティングサービスExtrabetを2011年6月に終了した。

## 製品とサービス

### レバレッジとバイナリー取引
- フィナンシャル・スプレッドベッティング（英国およびアイルランドのみ）
- CFD取引（個別株式、株価指数、債券先物、商品など）
- FX（外国為替証拠金取引）

### オプション取引
バニラ·オプションのスプレッドベッティングとCFD取引に次いで、2013年にバイナリーオプションベッティングも追加した。

### ビットコイン
2013年4月、初の外国為替とCFDブローカーとしてビットコイン取引を開始したが、1か月後にビットコインのバイナリーオプション取引を停止した。2014年11月には、ビットコインのバイナリースプレッドベッティングとCFDを再導入し、トレーダーが実際にビットコインを買うことなく、ボラティリティを投機売買できるようになった。それ以降、さらにビットコイン外国為替ペアを追加した。2015年2月現在、日本ではビットコイン関連サービスは提供していない。

### 現物株式の取り扱い開始
2014年9月、オンライン株式取引サービスを立ち上げ、現物株の取り扱いを開始。2015年からは他の国でも同様のサービスを提供開始。

### 取引テクノロジー
1998年、IGはフィナンシャル・スプレッドベッティングのオンライン取引システムを導入した初の会社となった。2007年、当時PureDealとして知られていたブラウザベースの取引システムの運用を始め、2年後に、ブラウザベースのダイレクト·マーケット·アクセス（DMA）サービスを立ち上げた。2010年に初の iPhone取引アプリを立ち上げ、現在は全ての主要モバイルおよびタブレットデバイス向けのアプリを提供している。テクノロジーパートナー：現在、同社はメタトレーダー4、ProRealTime、Autochartist、トレーディングセントラルとInvestYourWayなどのサードパーティープロバイダーと連携している。

## 世界の拠点
ロンドン、ダブリン、オスロ、ストックホルム、アムステルダム、デュッセルドルフ、ルクセンブルク、ジュネーブ、シカゴ、マドリード、パリ、ミラノ、ヨハネスブルク、シンガポール、東京、メルボルンにオフィスを持ち、140カ国以上で顧客がいる。

### スイスのIGバンク
2014年10月、FINMAライセンスの適用が成功した後に、ジュネーブにオフィスを設立し、スイスで IG Bank SAを立ち上げた。

### ドバイ
2014年7月、IGの最高経営責任者のティム·ホーキンスは、同社が2015年にドバイ国際金融センターにオフィスを設立する可能性について「規制当局と建設的な議論を」していることを発表した。

### NADEX（ナデックス）
2007年、米国を拠点とするオンラインデリバティブ会社 HedgeStreetを買収し、2009年には North American Derivatives Exchange (Nadex)に名前を変更した。これにより、米国におけるリテールトレーダー向けのデリバティブ金融商品を提供するためのプラットフォームを手に入れることに成功した。現在、米国ではCFD（差金決済取引）とファナンシャル・スプレッドベッティング取引は認められていない。Nadexはシカゴに拠点を置き、CFTC(商品先物取引委員会)によって監督されている。

## スポンサーシップ
IGはロンドンの名門ラグビーチーム「ハーレクイーンズ(Harlequins RFC)」の主要パートナーであり、トゥイッケナム・スタジアムでクラブの年間イベント「ビッグゲーム」のメインスポンサーとなっている。かつては英国のサイクリングでもスポンサー活動をしており、2011年と2012年にはTeam Sky、2011年から2013年はツアー・オブ・ブリテンのスポンサーだった。
日本でも2025年7月からの10年間、愛知県名古屋市に建設中の愛知国際アリーナの命名権を取得し、期間中の同施設名称は「IGアリーナ」とすることが2024年2月に発表されている。

## コミュニティ活動
Beanstalk（英国の貧困地域の小学校の子どもに1対1の識字サポートを提供するチャリティー）とスタッフのボランティアスキームを運営している。City Action（ボランティアを通じてCityベースのビジネスが地域社会の組織や社会事業とスキルを共有するためのパートナーシップスキーム）のメンバーにもなっている。

## 法令順守、ライセンス等
英国では金融行動監督機構（FCA）に登録されている。IG Indexは登録番号114059、IG Markets は195355となっている。また、Gambling Commission（賭博委員会）にも規制されている。スイスを除くIGの欧州事業は、IG Marketsのブランド名でFCAに登録されている。IG Bank S.A.はスイスの FINMAに登録されている。
その他IGの主要監督官庁は下記の通り：
- オーストラリア：オーストラリア証券投資委員会（ASIC）
- シンガポール：シンガポール通貨庁 (MAS) とシンガポール国際企業庁 (IE Singapore)
- 日本：金融庁(JFSA)
- 南アフリカ：金融サービス委員会(FSB)
- アメリカ：商品先物取引委員会(CFTC)